# Michael Krahulik
Michael «Mike» Krahulik (/krəˈhuːlɪk/; 25 de setembre del 1977) és un artista estatunidenc, il·lustrador del popular webcòmic Penny Arcade. Juntament amb Jerry Holkins, és fundador de Child's Play, una organització sense ànim de lucre que recull joguines per a hospitals de nens. A Internet, es fa dir «Jonathan Gabriel» o «Gabe», en referència a un personatge dels seus còmics. Krahulik i el seu personatge no s'assemblen físicament, car en un primer moment no el representava a ell.